# Malakai Fakatoufifita
Malakai Fakatoufifita, conocido como Lord Tuʻilakepa, es un noble y político tongano, que ha ocupado diferentes cargos en el gabinete y el parlamento. 

## Biografía

### Formación
Fue educado en Liahona High School en Tonga y en los Estados Unidos.

### Carrera política
En 1977 se le fue otorgado el título noble de Tu'ilakepa, con las propiedades de Talasiu en Tongatapu y Ofu, Okoa y Vasivasi en Vavaʻu.
Antes de ingresar a la política, Fakatoufifita trabajó como funcionario en el Ministerio de Tierras, Encuesta y Recursos Naturales. En 1993, fue elegido para ocupar un escaño en la Asamblea Legislativa por el distrito electoral de Vavaʻu, sirviendo para un solo período. Fue reelegido en 2005, y luego en 2008 y 2010. En abril de 2008, fue nombrado presidente de la Asamblea Legislativa por el rey Jorge Tupou V, concluyendo su período en el momento de su arresto en 3 de diciembre de 2010. 
En septiembre de 2019, fue nombrado por el primer ministro Pōhiva Tu'i'onetoa en el cargo de ministro de Agricultura, Alimentación, Bosques y Pesca; asumió el 10 de octubre. El 27 de diciembre de 2021 fue sucedido por Viliami Hingano de la nueva administración de Siaosi Sovaleni.

## Arresto
El 3 de diciembre de 2010 fue arrestado tras una serie de redadas por causa de drogas. El 9 de diciembre de 2010, fue acusado de posesión de un arma de fuego de forma ilegal, de municiones ilegales y una droga ilícita, finalmente fue liberado bajo fianza.
En diciembre de 2011, se informó que en 2010 un sindicato colombiano de la droga lo había sobornado para facilitar el tráfico de cocaína a Australia a través de Tonga. Se reveló que en una conversación telefónica, miembros del sindicato le pidieron a Tuʻilakepa que ayudara a uno de ellos, un narcotraficante condenado, a obtener una visa para ingresar al país. Tuʻilakepa escribió al Departamento de Inmigración de Tonga para patrocinar la solicitud de visa del hombre, diciendo que "tomaría la plena responsabilidad por él durante su estadía", y dijo que el colombiano era "una persona honesta, confiable y respetuosa de la ley".
En enero de 2012, compareció ante el tribunal, con seis cargos de armas de fuego y drogas ilícitas; El caso fue aplazado. En febrero de 2013, el servicio de la fiscalía de la Corona retiró los cargos de drogas, ya que según los informes, las pruebas se obtuvieron por medios ilícitos (escuchas telefónicas). Quedaron cuatro cargos de armas de fuego. En febrero de 2015, fue condenado por cargos de armas de fuego y multado con 12,000 pa'anga.